# Drosophila parakuntzei
Drosophila parakuntzei är en tvåvingeart som beskrevs av Toyohi Okada 1973. Drosophila parakuntzei ingår i släktet Drosophila och familjen daggflugor.
Artens utbredningsområde är Mongoliet.